# Pasquale Giannattasio

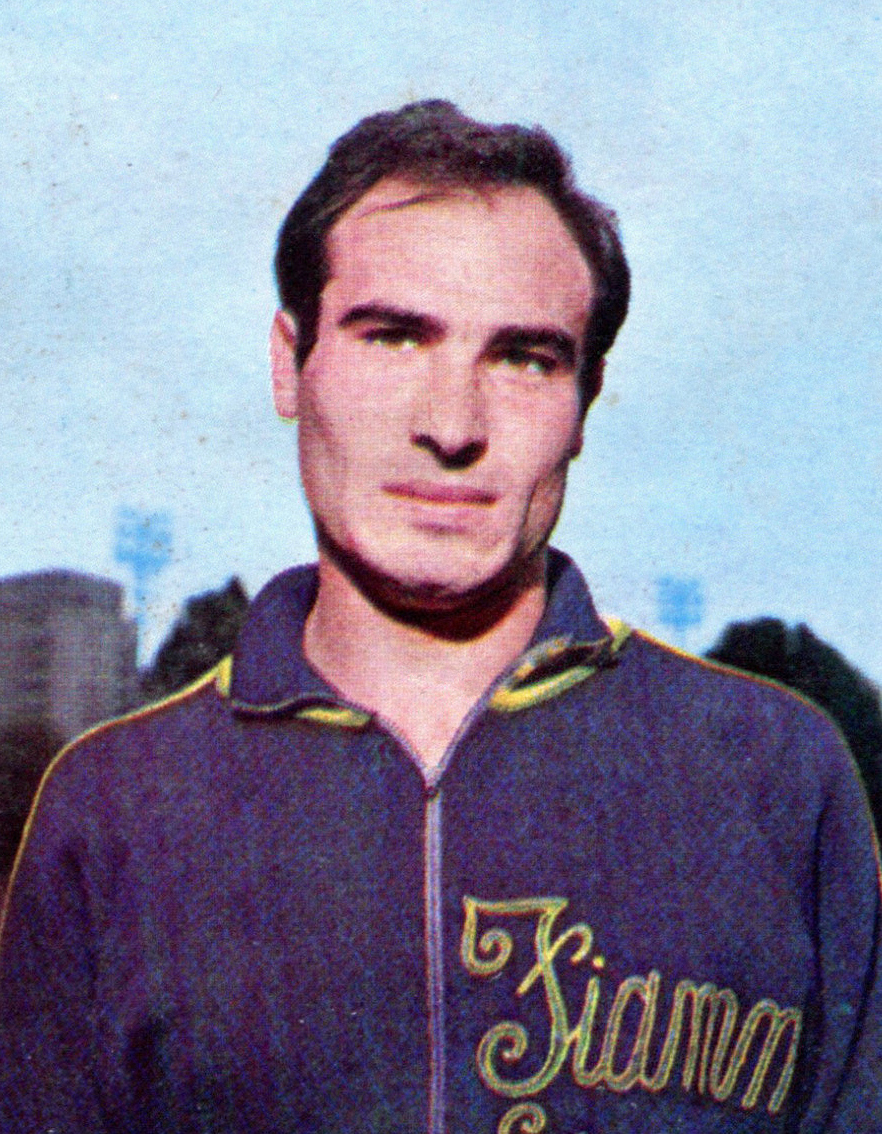
Pasquale Giannattasio, 1966

Pasquale Giannattasio (* 15. Januar 1941 in Giffoni Valle Piana; † 2. März 2002 in Ostia) war ein italienischer Sprinter.
Bei den Olympischen Spielen 1964 wurde er Siebter in der 4-mal-100-Meter-Staffel.
1966 erreichte er bei den Europäischen Hallenspielen in Dortmund über 60 m das Halbfinale und wurde bei den Leichtathletik-Europameisterschaften in Budapest Achter über 100 m.
1967 siegte er bei den Europäischen Hallenspielen in Prag über 50 m und gewann bei den Mittelmeerspielen Silber über 100 m.
Bei den Europäischen Hallenspielen 1968 in Madrid schied er über 50 m im Halbfinale aus.
Von 1965 bis 1967 wurde er dreimal in Folge Italienischer Meister über 100 m. Seine persönliche Bestzeit über diese Distanz von 10,2 s stellte er am 15. Oktober 1967 in Mexiko-Stadt auf.